# SAS Group
SAS AB, även kallad SAS Group eller SAS-koncernen, är ett svenskt börsnoterat företag med inriktning på flygtrafik. Huvudkontoret ligger i Frösundavik i Solna kommun, norr om Stockholm. SAS AB är moderbolag för Scandinavian Airlines och flera andra verksamheter inom flyg och markservice. År 2016 transporterade koncernen cirka 30 miljoner passagerare.

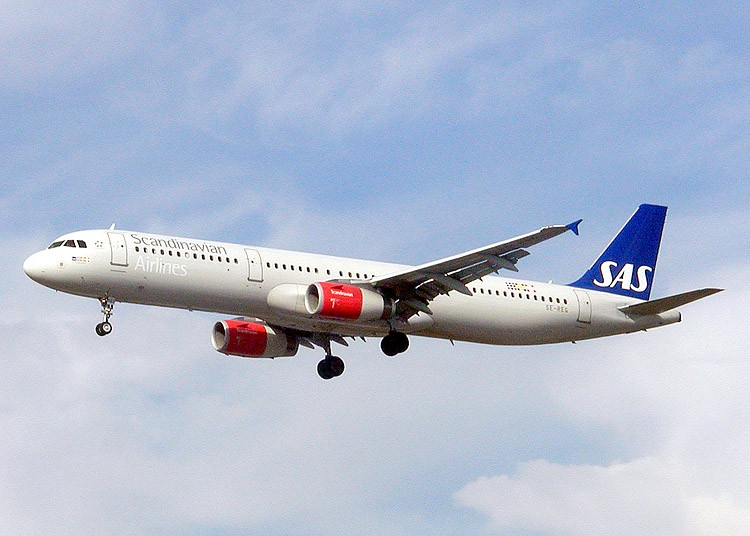
SAS Airbus A321

## Historia
SAS grundades 1946 genom ett samarbete mellan de nationella flygbolagen i Sverige, Danmark och Norge. Syftet var att samordna interkontinental flygtrafik. År 1951 delades ägarbalansen mellan SAS Danmark (28,6 procent), SAS Norge (28,6 procent) och SAS Sweden (42,8 procent). Respektive bolag ägdes till 50 procent av staten och 50 procent privat.
Under 2000-talet har företaget genomgått flera större förändringar, bland annat sammanslagningar av nationella flygbolag och försäljning av dotterbolag. År 2018 sålde norska staten sin återstående ägarandel i SAS.
I oktober 2023 meddelades att SAS får nya storägare genom ett konsortium bestående av Air France-KLM, Castlelake, Lind Invest och danska staten. SAS-aktien avnoterades från börsen.

## Verksamhet

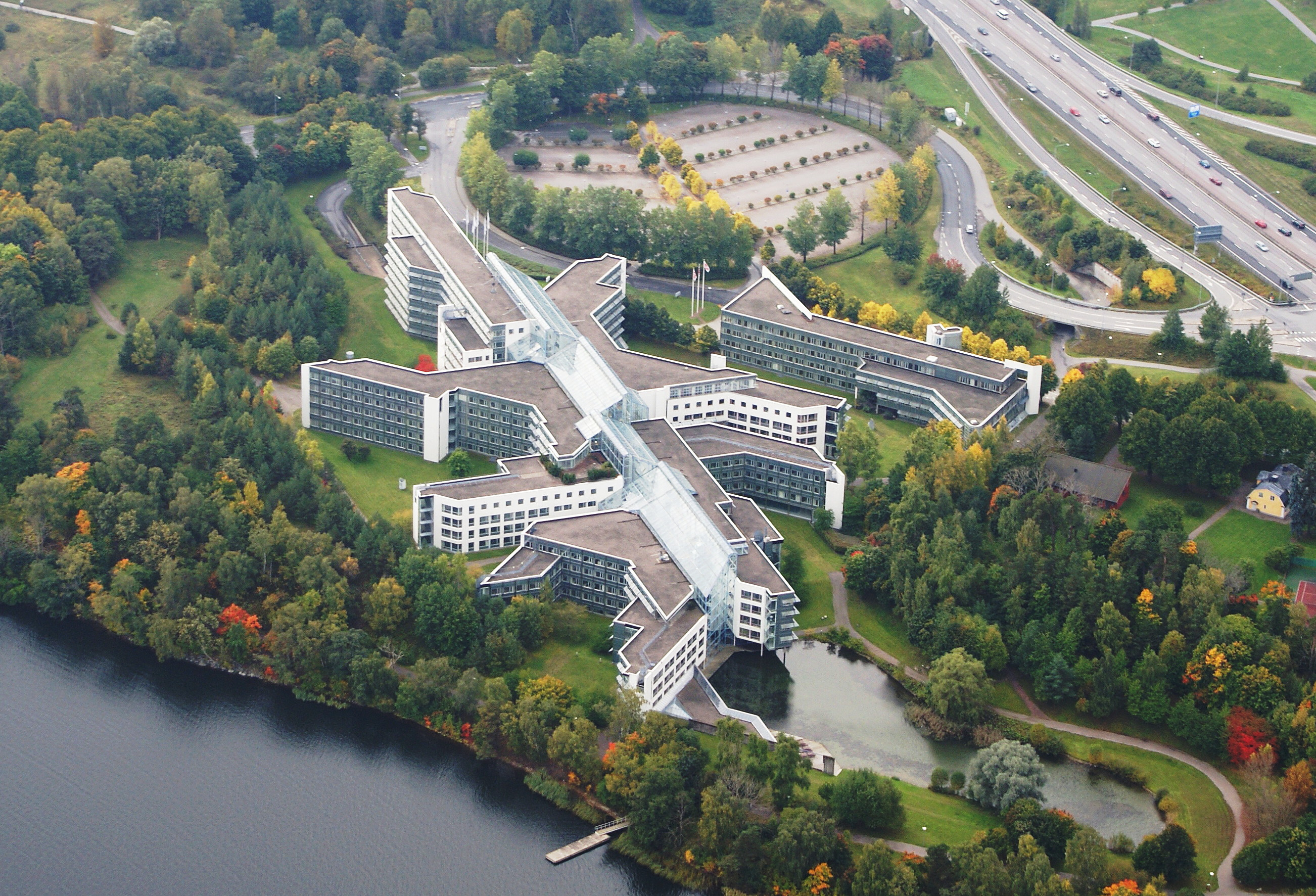
SAS huvudkontor

SAS AB:s huvudverksamhet är att via dotterbolag bedriva flygtrafik inom och utanför Norden. Bolaget driver också verksamhet inom frakt och markservice. Under åren har SAS Group sålt eller lagt ned flera bolag, bland annat Spanair (konkurs 2012), airBaltic (sålt), Blue1 (nedlagt), Widerøe (sålt) och Estonian Air (sålt och senare konkurs). Widerøe använder fortfarande SAS bonusprogram EuroBonus.
Inom koncernen finns bolag som arbetar med frakt, markservice och tekniskt underhåll. SAS Flight Academy såldes år 2007.

## Ägarstruktur
Efter rekonstruktionen 2023 har SAS följande största aktieägare:
Tabellen visar de största ägarna och deras andelar i bolaget:
| Aktieägare                  | Typ av aktieägare | Nationalitet | Ägarandel    |
| --------------------------- | ----------------- | ------------ | ------------ |
| Castlelake                  | Investmentbolag   | USA          | 32 procent   |
| Danska staten               | Stat              | Danmark      | 25,8 procent |
| Air France-KLM              | Holdingbolag      | Frankrike    | 19,9 procent |
| Lind Invest                 | Family office     | Danmark      | 8,6 procent  |
| Övriga (distribution pågår) |                   |              | 13,7 procent |

## Dotterbolag
SAS AB:s dotterbolag består av flera bolag inom flyg, frakt och markservice. Nedan listas de viktigaste dotterbolagen:
- Scandinavian Airlines (100 procent)
- SAS Connect (100 procent)
- SAS Link (100 procent)
- SAS Cargo Group (100 procent)
- SAS Ground Handling (100 procent)
- SAS Technical Services (100 procent)

## Samarbete med högskolor och universitet
SAS AB är medlem i Handelshögskolan i Stockholms partnerprogram. I programmet bidrar företag finansiellt och samarbetar med skolan kring forskning och utbildning.